# Hauben-Bulldoggfledermaus

Skizze des Verbreitungsgebiets ohne die nördlichste Population

Die Hauben-Bulldoggfledermaus (Promops centralis) ist ein in Nord-, Mittel- und Südamerika verbreitetes Fledertier in der Familie der Bulldoggfledermäuse. Das Typusexemplar stammt von der Halbinsel Yucatán in Mexiko. Die Zugehörigkeit einer der drei Unterarten (P. c. davisoni) sollte in zukünftigen Studien bestätigt werden.

## Merkmale
Dieses recht große Familienmitglied wird ohne Schwanz 56 bis 88 mm lang, die Schwanzlänge liegt bei 45 bis 62 mm und das Gewicht beträgt 18 bis 25 g. Die Art hat 51 bis 57 mm lange Unterarme, Hinterfüße von 10 bis 13 mm Länge und 14 bis 16 mm lange Ohren. Je nach Population kann das oberseitige Fell rotbraun, dunkelbraun oder schwarz sein, während die Unterseite von graubraunem Fell bedeckt ist. Die seidigen und durchschnittlich 6 bis 7 mm langen Haare bilden ein dickes Fell. Typisch für den Kopf sind abgerundete Ohren mit einem langen gebogenen Antitragus. Diese Fledermaus hat dichtes Fell auf der Unterseite der Unterarme. Die Schwanzflughaut im Bereich des Fersensporns (Calcar) ist dagegen nackt. Im Verbreitungsgebiet ähnelt die Art den Samtfledermäusen, die jedoch einige Borsten am Hinterteil besitzen.

## Verbreitung
Diese Bulldoggfledermaus hat eine größere Population vom zentralen Mexiko bis Nicaragua und eine weitere von der Region Guyanas über Venezuela, Kolumbien, Ecuador, das westliche Brasilien, Peru, Bolivien und Paraguay bis zur Provinz Misiones im nördlichen Argentinien. Kleine Populationen leben auf Trinidad und Tobago sowie im nordwestlichen Mexiko. Die Exemplare halten sich im Flachland und in Gebirgen bis 1800 Meter Höhe auf. Die Hauben-Bulldoggfledermaus lebt in verschiedenen Wäldern und besucht angrenzende offene Landschaften, inklusive Kulturland.

## Lebensweise
Die nachtaktiven Tiere bilden am Tag kleinere Gruppen mit bis zu sechs Mitgliedern und ruhen an der Unterseite von Palmenblättern, unter loser Baumrinde, in Baumhöhlen und unter Dächern. Einzeln ruhende Exemplare sind sehr häufig. Im südlichen Mexiko konnten in einer Nacht 59 Individuen zu Untersuchung mit Japannetzen über einem Wasserlauf gefangen werden. In dieser Region werden die meisten Nachkommen im Juni geboren.

## Gefährdung
Für den Bestand liegen keine Bedrohungen vor. Im südlichen Mexiko tritt die Hauben-Bulldoggfledermaus sehr häufig auf. Die IUCN listet sie als nicht gefährdet (least concern).